# Milan Guček
Milan Guček, slovenski pisatelj in filmski delavec, * 21. junij 1917, Dobrnič, † 25. junij 1986, Ljubljana.

## Življenje in delo
Rodil se je v družini trgovskega pomočnika Matije in gospodinje ter trgovke Marije Guček rojene Zupančič. Ljudsko šolo je obiskoval v Radečah in Ljubljani, gimnazijo pa v Zagrebu, kjer je leta 1936 tudi maturiral. Po maturi je končal enoletni tečaj na Trgovski akademiji ter se zaposlil kot uradnik v ljubljanski Zanatski banki. Po kapitulaciji Kraljevine Jugoslaviji in italijanski okupaciji je pomagal materi v trgovini, postal član Osvobodilne fronte in kot aktivist OF deloval v ljubljanskem Bežigradu. Spomladi 1942 je bil ob raciji aretiran ter poslan v internacijo, toda vlakovni transport so pri Verdu napadli partizani in osvobodili internirance. Guček se je pridružil partizanom, najprej je bil borec v Krimskem odredu po ustanovitvi Šercerjeve brigade pa borec v njenem 1. bataljonu. Po italijanski kapitulaciji je postal komandant mesta Ilirska Bistrica. V partizanih je ostal do osvoboditve. Po koncu vojne je deloval v OZNI in do leta 1949, ko je bil izključen iz partije v UDBI. Kasneje je dobil zaposlitev pri Triglav filmu, leta 1956 pa je bil soustanovitelj Viba filma, pri katerem je bi zelo uspešen, ter se med drugim uveljavil kot režiser in scenarist kratkometražnih filmov med katerimi so bili tudi: Triglavski gozdovi, Bela krajina, Litostroj, Luka Koper, Zima na Gorenjskem. Nekaj let je živel še kot svobodni umetnik, 1968 pa je stopil v pokoj in se zaradi zdravstvenih razlogov preselil v Ankaran.
Kot publicist je začel delovati že v 50. letih 20. stoletja. Pisal je članke o filmih, literarnih delih, vse bolj pa se je nato posvečal t. i. partizanski problematiki, predvsem z vidika svojih lastnih doživetij. Tako je v letih 1959 in 1960 objavil dve knjigi partizanskih spominov Jutri bo vse dobro (COBISS) in Počakaj do prihodnje pomladi. Za obe knjigi je značilno prepletanje osnovnega reportažnega načina prikazovanja z leposlovnimi elementi. Kot urednik in v precejšni meri tudi kot avtor je sodeloval pri zborniku Slovenska Istra v boju za svobodo (Koper, 1976). Največ pa se je posvetil pisanju monografije o Šercerjevi brigadi, ki naj bi izšla v treh knjigah, vendar je uspel izdati le prvi dve: Šercerjeva brigada. Del 1, Strmi lazi (COBISS) in Šercerjeva brigada. Del 2, Pekoči sneg (COBISS). O Šercerjevi brigadi je napisal še: Šercerjeva brigada (COBISS) in Bojna pot Šercerjeve brigade(COBISS) ter sodeloval pri zbiranju gradiva za knjižico Po zgodovinskih sledeh skozi pričevanja (Koper, 2004).